# فیبر با شاخص تدریجی
در فیبر نوری، یک فیبر با شاخص‌تدریجی (به انگلیسی: graded-index fiber) یا فیبر با شاخص‌شیبدار (به انگلیسی: gradient-index fiber)، یک فیبر نوری است که ضریب شکست هسته آن با افزایش فاصله شعاعی از محور فیبر نوری به‌طور پیوسته کاهش می‌یابد.
از آنجا که بخش‌هایی از هسته که نزدیک تر به محور فیبر هستند، دارای ضریب شکست بالاتر از بخش‌های نزدیک پوشش می‌باشند، پرتوهای نور مسیری سینوسی درون فیبر دنبال می‌کنند. شایع‌ترین مقطع (برش‌عرضی) ضریب شکست برای یک فیبر نوری با شاخص‌تدریجی، بسیار شبیه به شکل سهمی است. مقطع سهمی سبب متمرکز ماندن پرتو درون هسته می‌شود، و پراکنش مُدی (مرتبط با حالت‌های مختلف انتشار امواج یا مدهای انتشار امواج) را به حداقل می‌رساند.
فیبر نوری چندمُد (مالتی‌مُد) را می‌توان هم با شاخص‌تدریجی و هم با شاخص یکنواخت ساخت. مزیت استفاده از شاخص‌تدریجی چندمُد نسبت به شاخص یکنواخت چندمُد، کاهش قابل‌توجه در پراکنش مُدی است. پراکنش مُدی را می‌توان با انتخاب اندازه هسته کوچکتر (کمتر از ۵ – ۱۰ میکرومتر) و ساختن فیبر تک‌مُد با شاخص یکنواخت کاهش داد.
این نوع فیبر توسط اتحادیه بین‌المللی ارتباطات راه دور ITU-T در توصیه G.651.1 رایج شده است.